# Tragedia de la Plaza de toros El Progreso
La Tragedia de la Plaza de toros El Progreso fue un desastre no natural ocurrido el 31 de enero de 1965 en el coso taurino de ese nombre, en Guadalajara, Jalisco, luego de la conclusión de la primera función artística de las dos programadas para ese día domingo, a las 17:00 y las 20:30 horas, respectivamente.
Los artistas anunciados fueron: los Hermanos Martínez Gil, La Rondalla Tapatía, Linda Vera, Los Dos Reales, Mike Laure y sus Cometas, Malú Reyes, Hermanas Huerta, Adolfo Garza, Pily Gaos, Mariachi Los Halcones, etcétera.
La tragedia sucedió hacia las 20:30 horas, en el túnel y rampa de cuadrillas, por donde salía la gente que había disfrutado de la función vespertina y al mismo tiempo pretendía ingresar el público que asistiría a la nocturna.
Los dos contingentes chocaron entre sí y como consecuencia ocurrió el atropellamiento de personas que ocasionó el aplastamiento de algunas de ellas, al pasarles otras por encima. El resultado fue de 19 personas fallecidas, y 35 heridas.